# Isfjord
Der Isfjord (norwegisch Isfjorden), was wörtlich übersetzt Eis-Fjord bedeutet, ist ein Fjord auf der Westseite der Insel Spitzbergen. Er ist mit 107 km Länge der zweitlängste Fjord Svalbards (nach dem Wijdefjord). An seiner Südseite liegen die zwei größten Ortschaften der Inselgruppe, Barentsburg und Longyearbyen. An seiner Mündung befindet sich Isfjord Radio, ein Leuchtfeuer und eine Seefunkstation sowie das Boutique Hotel, das nur per Boot erreichbar ist.

## Umgebendes Land
Der Fjord wird von folgenden Landmassen (vorwiegend Halbinseln) umgeben:
- Oscar-II-Land
- James-I-Land
- Dickson-Land
- Bünsow-Land
- Sabine-Land
- Nordenskiöld-Land

## Seitenarme
Der Fjord hat mehrere Seitenarme. Im Uhrzeigersinn:
- Trygghamna
- Ymerbukta
- Borebukta
- Øienbukta
- Nordfjord
  - Yoldiabukta
  - Ekmanfjord
    - Brevika
    - Mudderbukta

  - Dicksonfjord
- Billefjord, mit der Ortschaft Pyramiden
  - Skansbukta
  - Petuniabukta
  - Adolfbukta
- Sassenfjord
  - Tempelfjord
- Adventfjord, mit der Ortschaft Longyearbyen
- Colesbukta
- Grønfjord (auch Green Harbour genannt), mit der Ortschaft Barentsburg

## Gletscher
In die Buchten des Fjordes münden einige Gletscher. In die Borea-Bucht, die im westlichen Teil des Fjordes gelegen ist, mündet der Borea-Gletscher, der 22 Kilometer lang und 4 Kilometer breit ist und auf der westlichen Seite des Helsinglandrückens liegt. Auch der 14 Kilometer lange Nansen-Gletscher, der nach dem Norwegischen Polarforscher Fridtjof Nansen benannt wurde, mündet in die Borea-Bucht. In die Ymerbucht mündet der 15 Kilometer lange Esmarkbreen.

## Name
Der Name bedeutet „Eis-Fjord“, weil er, als Jonas Poole ihm den Namen gab, zugefroren war. Dies kommt auch heute noch vor, allerdings nicht jedes Jahr. Die englischen Walfänger nannten den gesamten Fjord im 17. Jahrhundert Green Harbour, wie aus einer Übereinkunft zwischen englischen und dänischen Kapitänen aus dem Jahr 1614 hervorgeht.